# Brzeźnica (gmina w województwie kieleckim)
Brzeźnica – dawna gmina wiejska istniejąca do 1954 roku w woj. kieleckim. Siedzibą władz gminy była Brzeźnica Poduchowna. 
W okresie międzywojennym gmina Brzeźnica należała do powiatu kozienickiego w woj. kieleckim. Po wojnie gmina zachowała przynależność administracyjną. Według stanu z dnia 1 lipca 1952 roku gmina składała się z 16 gromad: Brzeźnica, Janików, Kępa Wólczyńska, Kępeczki, Mozolice Duże, Mozolice Małe, Psary, Ruda, Samwodzie, Słowiki Folwark, Słowiki Nowe, Słowiki Stare, Staszów, Śmietanki, Wólka B i Wólka Tyszyńska.
Jednostka została zniesiona 29 września 1954 roku wraz z reformą wprowadzającą gromady w miejsce gmin. Po reaktywowaniu gmin z dniem 1 stycznia 1973 roku gminy Brzeźnica nie przywrócono, a jej dawny obszar wszedł głównie w skład gminy Kozienice w tymże powiecie i województwie.